# LAMA (Zeitschrift)
LAMA – das lösungsorientierte Architekturmagazin war eine österreichische Architekturzeitschrift, die von 2020 bis 2023 in Nachfolge des Magazins Schauraum (2016–2019) von Studierenden der Technischen Universität Graz herausgegeben wurde und mit zusammen insgesamt 14 Einzelausgaben zwei- bzw. dreimal jährlich erschienen ist.
Nach ihrem Selbstverständnis hinterfragte die Zeitschrift die Architekturdisziplin „in Lehre, Praxis und ihrem gesellschaftlichen Stellenwert“ und formulierte „zukunftsorientierte Lösungsansätze für die Architektur“, indem sie auf eine interdisziplinäre Expertise setzte.
Das Zeitschriftenlogo bestand aus dem stilisierten Kopf eines Lamas, das einen Bleistift als Emblem des zeichnenden Architekten über dem Ohr balanciert.
Bei ihrer Auflösung 2023 bestand die ehrenamtlich geleitete Redaktion aus Christina Blümel, Ramona Kraxner, Isabella Fuchs, Philipp Glanzner, Felix Obermair und Eva Schmolmüller.